# Локомотив (мини-футбольный клуб, Емельяново)
«Локомоти́в» — мини-футбольный клуб из посёлка Емельяново Красноярского края. Серебряный призёр Первой лиги чемпионата России сезона 2007-2008 годов. Выступал в Высшей лиге чемпионата России в 2008-2010 годах. В 2010 году прекратил своё существование на профессиональном уровне.

## История создания
«Локомотив» получил профессиональный статус при поддержке Красноярской железной дороги (КрасЖД) и правительства Красноярского края летом 2008 года. Несмотря на то, что домашней ареной «Локомотива» стал спорткомплекс им. Бориса Куропаткина в Емельяново, юридически клуб был зарегистрирован в Красноярске. Президентом «Локомотива» стал местный бизнесмен Эдуард Рейнгардт, который приходится братом начальнику КрасЖД Владимиру Рейнгардту.
Костяк команды составили игроки «Зари», которая представляла Красноярский край в первом чемпионате России по мини-футболу в 1992 году. Также в состав «Локо» были приглашены молодые красноярские футболисты, имевшие игровую практику на краевом уровне.

## Выступление на профессиональном уровне
Дебютным для профессионального «Локомотива» стал сезон в Высшей лиге 2008-2009 годов, в котором он стартовал как вице-чемпион любительской Первой лиги. Однако переход в дивизион рангом выше получился неудачным — красноярская команда заняла лишь 11-е место из 16 и не попала в плей-офф. Также «железнодорожники» неудачно выступили в Кубке России, не сумев преодолеть первый этап (в группе из четырёх команд «Локомотив» стал лишь третьим).
В сезон 2009-2010 красноярский клуб вошёл с определёнными проблемами — так, финансирование от краевого правительства было урезано. При этом главный тренер «Локо» Виктор Егоров заявил, что команда может сменить площадку — предполагалось переехать из Емельяново в Дворец спорта им. Ивана Ярыгина в Красноярске. По словам Егорова, на базе Дворца спорта находится «лучшее поле в Сибири, которое и в Суперлиге смотрелось бы отлично», а договорённости с руководством спортивного сооружения уже достигнуты. В межсезонье состав команды обновился на 90%.
«Локомотиву» удалось провести лишь половину сезона 2009-2010 годов. В 13 матчах чемпионата красноярцы одержали всего лишь одну победу. В Кубке России «железнодорожники» получили три технических поражения и штраф в размере 3 млн рублей за неявку на матчи.
На базе «Локомотива» была создана сборная России по мини-футболу среди железнодорожников, которая в 2009 году стала чемпионом мира. До этого лучшим результатом россиян являлись серебряные медали в 2001 году. По словам капитана команды Евгения Ярмошевича, главный трофей турнира — кубок чемпионов мира — был передан в КрасЖД на вечное хранение.

## Ликвидация
13 января 2010 года Ассоциация мини-футбола России (АМФР) объявила о снятии емельяновского «Локомотива» с розыгрыша Высшей лиги. Официальной причиной стало «невыполнение требований регламента Всероссийских соревнований по мини-футболу». Также АМФР сняла со всех своих турниров юношескую команду «Локомотива».
Официально АНО МФК «Локомотив» было ликвидировано 2 апреля 2013 года. При этом фактически команда прекратила своё существование три года назад.